# Führungsunterstützungszentrum der Luftwaffe
Das Führungsunterstützungszentrum der Luftwaffe (FüUstgZentrLw) ist ein Verband auf Regimentsebene der deutschen Luftwaffe. Der Verband untersteht seit  1. Juli 2015 dem Zentrum Luftoperationen und wurde im Juli 2016 von Führungsunterstützungsbereich der Luftwaffe in Führungsunterstützungszentrum der Luftwaffe umbenannt.

## Geschichte
Der Führungsunterstützungsbereich der Luftwaffe wurde aus Teilen des zum 30. Juni 2002 aufgelösten Luftwaffenführungsdienstkommandos erstellt. Er ist der „IT-Dienstleister“ der Luftwaffe und somit für den Einsatz und den Betrieb des zur Führungsunterstützung benötigten Systems der Luftwaffe verantwortlich.

## Organisation

### Aktuell
- Stab; StO Köln-Wahn (Luftwaffenkaserne Wahn)[3]
- Führungsunterstützungssektor 1 (ehemals IT-Sektor 1); StO Fürstenfeldbruck
  - Abgesetzte Bereiche befinden sich in Köln und Laage
- Führungsunterstützungssektor 2 (ehemals IT-Sektor 2) (bis 30. September 2013 IT-Sektor 5); StO Köln-Wahn
  - Abgesetzte Bereiche befinden sich in Mechernich, Berlin-Gatow, Limsdorf und Laage
- Führungsunterstützungssektor 3 (ehemals IT-Sektor 3); StO Kalkar

### Ehemalige Einheiten
- Sektor für Informationstechnik 2 (IT-Sektor 2); StO Birkenfeld (zum 30. September 2013 aufgelöst)
- Sektor für Informationstechnik 4 (IT-Sektor 4); StO Aurich (zum 30. September 2013 aufgelöst)